# Gonzalo García Torres
Gonzalo García Torres (nascut el 24 de març de 2004) és un futbolista professional espanyol que juga com a davanter al Reial Madrid Castella.

## Carrera de club
García és un producte juvenil del SEK, el Club Santa Bárbara i el Jarama Race, abans d'unir-se a les categories inferiors del Reial Madrid el 2014. Va jugar un any a l'acadèmia del RCD Mallorca la temporada 2018-19, quan la seva família s'hi va traslladar, abans de tornar al Reial Madrid. El gener de 2022 va ascendir al Reial Madrid Castella, i va debutar amb ells el març de 2022. Va ser un golejador prolífic a la Divisió d'Honor Juvenil de Futbol la temporada 2022-23, on va ser el màxim golejador i va guanyar el triplet nacional sub-19, cosa que li va valer un ascens permanent al Castilla. El 29 d'agost de 2023, García va rebre la seva primera convocatòria amb el primer equip després que l'extrem titular Vinicius Junior patís una lesió. Va ser inclòs a la llista de convocats del Reial Madrid per primera vegada per a un partit de Lliga contra el Getafe el 2 de setembre de 2023.
El 5 de febrer de 2025, va marcar el seu primer gol amb el Reial Madrid en el temps afegit d'una victòria per 3-2 fora de casa contra el Leganés als quarts de final de la Copa del Rei.

## Carrera internacional
García és internacional juvenil amb la selecció espanyola sub-19, havent jugat amb la selecció espanyola sub-19 al Campionat d'Europa sub-19 de la UEFA de 2023.

## Estil de joc
García és un davanter versàtil que pot jugar a la primera línia, com a extrem per qualsevol banda, davanter centre o com a segon davanter. És una amenaça constant en joc obert i letal durant les transicions. És un jugador físic que pot utilitzar el seu cos per crear espais i protegir la pilota. És un golejador prolífic, que va participar en el 25% dels seus gols amb la selecció sub-19 quan van guanyar el triplet nacional.

## Palmarès
Reial Madrid
- Lliga: 2023–24[11]
- Lliga de Campions de la UEFA: 2023–24[12]
- Copa Intercontinental de la FIFA: 2024